# Partier i Saint Lucia utan parlamentarisk representation
Partier i Saint Lucia utan parlamentarisk representation.
Politiken i Saint Lucia domineras helt av de två partierna UWP och SLP. 
Kandidater utanför dessa båda partier fick i valet 2006 endast 250 av de avgivna 74 726 rösterna (0,4 %). 

## Mindre partier
- Sou Tout Apwe Fete Fini (STAFF), som leds av TV-programledaren Christopher Hunte
- Saint Lucia Freedom Party (SLFP) leds av människorättsadvokaten Martinus Francois
- Organization for National Empowerment (ONE)